# Thief: The Dark Project
"Este artigo foi baseado na versão em inglês de Thief: The Dark Project, com ajustes e adaptações para a língua portuguesa."
Thief: The Dark Project é um jogo eletrônico de stealth em primeira pessoa desenvolvido para Windows pela Looking Glass Studios e publicado pela Eidos Interactive. Lançado em 1998, é situado em uma metrópole medieval steampunk chamada City. O jogador assume o papel de Garrett, um ladrão treinado por uma sociedade secreta, e cumpre missões para roubar bens valiosos.
Thief foi o primeiro jogo de stealth para computadores a usar luz e som como mecânicas de jogo, e combinou uma inteligência artificial complexa com sistemas de simulação para possibilitar uma jogabilidade emergente. O jogo se destaca pelo uso da perspectiva em primeira pessoa para uma jogabilidade não-confrontacional (que evita confrontos), o que desafiou o gigantesco mercado de jogos de tiro em primeira pessoa da época e levou os seus desenvolvedores a chamá-lo de "jogo furtivo em primeira pessoa". As mecânicas de jogo introduzidas em Thief influenciariam títulos de stealth posteriores, como Tom Clancy's Splinter Cell, Hitman e Dishonored.
O jogo recebeu aclamação da crítica e apareceu em diversas listas de premiações, alcançando meio milhão de cópias vendidas até o ano 2000, fazendo dele o jogo de maior sucesso comercial da Looking Glass Studios. É considerado como um dos melhores jogos eletrônicos de todos os tempos e ajudou a popularizar o gênero stealth. Em 1999, recebeu uma edição expandida, Thief Gold, com modificações em algumas missões e fases inéditas. A sequência Thief II: The Metal Age foi lançada em 2000, seguida em 2004 por Thief: Deadly Shadows. Em 2014, a série ganhou um reboot intitulado Thief.

## Jogabilidade
Thief utiliza a perspectiva em primeira pessoa em um ambiente tridimensional, com a história do jogo se desenrolando em uma série de missões, nas quais o personagem é capaz de performar diversas ações como inclinar-se, agachar-se, nadar, escalar, correr e lutar, entre outras habilidades. As fases incentivam o jogador a planejar e agir de maneira criativa, permitindo uma jogabilidade mais emergente: enquanto personagens não jogáveis (NPCs) podem permanecer parados ou seguir rotas de patrulha, o jogador tem liberdade de decidir como contornar guardas e obstáculos no ambiente, a fim de concluir tarefas específicas, como abrir uma porta trancada. Em cada fase, o jogador recebe uma série de objetivos a serem concluídos, como roubar um item específico, que precisam ser concluídos para avançar para o próximo nível.  Antes de iniciar uma fase, é possível escolher entre três níveis de dificuldade: Normal, Difícil e Experiente, podendo mudar a dificuldade entre as fases. As dificuldades mais altas adicionam mais objetivos como não matar NPCs humanos ou roubar uma quantidade mínima de itens em uma fase, mudando a quantidade de pontos de vida que o personagem possui, e alterando a sensibilidade dos NPCs ao ambiente. Algumas missões podem ter seus objetivos alterados ou novos objetivos adicionados conforme as circunstâncias encontradas pelo jogador. Falhar em um objetivo-chave ou morrer resulta no fracasso da fase, obrigando o jogador a reiniciá-la ou carregar um jogo salvo anteriormente.
Como a ênfase do jogo está no stealth, o jogador é encorajado a realizar diversas ações a fim de evitar confrontos abertos, como se esconder, distrair ou nocautear inimigos e se locomover sorrateiramente pelo ambiente. Para isso, o jogador deve se atentar aos sons ao seu redor. Para auxiliar o jogador a se esconder, um medidor especial no HUD, em forma de gema, ajuda a indicar o quão visível ele está para os NPCs: quanto mais clara a gema estiver, mais fácil será para os inimigos localizá-lo. Assim, o jogador deve permanecer em pontos escuros do ambiente, onde a gema escurece, indicando que ele realmente está escondido. Ainda assim, os NPCs ainda podem achar o jogador caso ele fique muito próximo deles. Para permanecer silencioso, o jogador deve ser cuidadoso com a quantidade de barulho que produz e com as superfícies sobre as quais se move. Andar em superfícies macias, como tapetes e grama, é preferível, pois reduz significativamente o ruído dos passos, ao contrário dos pisos de metal ou cascalho, que produzem muito ruído. Os NPCs também geram barulho por meio de ações como assobiar, conversar ou caminhar, ajudando o jogador a identificar se estão próximos ou distantes de sua posição. Além disso, o jogador pode usar o som de forma estratégica, como arremessar objetos, para distrair ou enganar NPCs próximos.